# 佐藤吉男
佐藤吉男（さとう よしお、1921年8月24日 - 1972年10月7日）は、日本の大蔵官僚。
大蔵省主税局総務課長、主計局総務課長、大阪国税局長、総理府人事局次長、主計局次長（末席）、主計局次長（次席）、大臣官房審議官（大臣官房担当）兼財務研修所長などを務めた。

## 来歴
広島県出身。東京商科大学（現在の一橋大学）商学部在学中の1943年7月に高等試験行政科を合格。1944年9月 東京商科大学商学部卒業。1945年8月 陸軍主計少尉となり、同年9月 召集解除。
同年10月 大蔵省入省。外資局属。1946年2月 理財局。1948年10月 倉敷税務署長。
1949年8月31日 主計局主計官補佐（大蔵係主査）。以降は主計局主計官補佐（郵政、電気通信係主査）、主計局主計官補佐（社会保険、労働、郵政、電気通信係主査）、主計局主計官補佐（社会保険、労働係主査）、主計局主計官補佐（社会保険、労働、郵政、電気通信係主査）、主計局主計官補佐（厚生係主査）を務める。
人事院事務総局給与局給与第二課長、経済企画庁調整局財政金融課長を経て、1963年5月 主計局調査課長。1965年6月 主計局主計官（地方財政、大蔵担当）。同年7月 主計局主計官（地方財政、大蔵、補助金担当）。
1966年8月1日 主税局総務課長。主計局の畑を歩んできたが、予算編成と税収の関係を勉強するための“交流”であったとされている。1967年8月4日 主計局総務課長。主計と主税の両局で局長の補佐として、まとめ役をこなし、両局で有能さを後々まで記録した。1968年6月25日 大阪国税局長。1969年8月15日 総理府人事局次長。
1970年6月25日 主計局次長（末席）。1971年6月18日 主計局次長（次席）。1971年6月22日 大臣官房付。同年9月10日：大臣官房審議官（大臣官房担当）兼財務研修所長。1972年10月7日 死去。
東京商科大 （一橋大）卒の初の有力な事務次官候補であった。佐藤が亡くなり、同期の高橋英明、安川七郎らの考えで1期上の竹内道雄に事務次官を2年させる運びとなった。

## 年譜
- 1945年10月：大蔵省入省。外資局属[1]。
- 1946年2月：理財局[1]。
  - 1946年3月：兼 終戦連絡中央事務局第二部第一課連絡官補[1]。
- 1946年4月：終戦連絡中央事務局経済部財務課連絡官[1]。
- 1947年6月：主計局。
- 1948年3月：経済安定本部財政金融局財務課。
- 1948年9月30日：大臣官房。
- 1948年10月：倉敷税務署長。
- 1949年8月31日：主計局主計官補佐（大蔵係主査）[2]。
- 1950年9月8日：警察予備隊本部経理局会計課員。
- 1952年8月1日：保安庁経理局会計課員。
- 1952年8月：主計局主計官補佐（郵政、電気通信係主査）。
- 1954年6月：主計局主計官補佐（社会保険、労働、郵政、電気通信係主査）。
- 1954年7月：主計局主計官補佐（社会保険、労働係主査）。
- 1956年6月：主計局主計官補佐（社会保険、労働、郵政、電気通信係主査）。
- 1956年8月：主計局主計官補佐（厚生係主査）。
- 1959年6月1日：人事院事務総局給与局給与第二課長。
- 1961年7月：経済企画庁調整局財政金融課長。
- 1963年5月：主計局調査課長。
  - 1964年4月：病休（〜1964年12月）。
- 1965年6月：主計局主計官（地方財政、大蔵担当）。
- 1965年7月：主計局主計官（地方財政、大蔵、補助金担当）。
- 1966年8月1日：主税局総務課長。
- 1967年8月4日：主計局総務課長。
- 1968年6月25日：大阪国税局長。
- 1969年8月15日：総理府人事局次長。
- 1970年6月25日：主計局次長（末席）。
  - 1971年2月：病休（〜1971年9月）。
- 1971年6月18日：主計局次長（次席）。
- 1971年6月22日：大臣官房付。
- 1971年9月10日：大臣官房審議官（大臣官房担当） 兼 財務研修所長。
- 1972年10月7日：死去。